# Hidden Lake Peak Lookout
L'Hidden Lake Peak Lookout est une tour de guet du comté de Skagit, dans l'État de Washington, dans le nord-ouest des États-Unis. Situé à 2 100 mètres d'altitude dans les North Cascades, il est protégé au sein de la forêt nationale du mont Baker-Snoqualmie à proximité immédiate de la frontière occidentale du parc national des North Cascades. Construit en 1932, il est inscrit au Registre national des lieux historiques depuis le 14 juillet 1987.